# Annonciade Cocchetti
Pour les articles homonymes, voir Annonciade.
Annonciade ou Annunciata  Cocchetti (Rovato, 9 mai 1800 - Cemmo, 23 mars 1882) est une religieuse italienne  fondatrice des sœurs de Sainte Dorothée de Cemmo et reconnue bienheureuse par l'Église catholique. 

## Biographie
Elle naît le 9 mai 1800 à Rovato (Province de Brescia alors sous domination Française) dans une famille bourgeoise. Orpheline à sept ans, elle est élevée par sa grand-mère et instruite par les ursulines de Rovato qui la prépare à la première communion et la confirmation qu'elle reçoit le 28 février 1810 des mains de Mgr Gabrio Maria Nava, évêque de Brescia. 
Le congrès de Vienne rend la Lombardie à l'empire d'Autriche en 1814. À 17 ans, Annonciade Cocchetti reçoit de sa grand-mère l'opportunité d'ouvrir une école chez elle pour les filles pauvres du village. Peu de temps après, Annonciade participe à une mission populaire, à la suite de laquelle elle choisit un mode de vie plus exigeant. À la suite de la mission, le patronage pour filles est renouvelé avec la collaboration de Don Luca Passi qui instaure la pieuse œuvre de Sainte Dorothée. À 22 ans, à la suite d'une réforme scolaire de l'empire d'Autriche, elle doit fermer l'école. Pour continuer à enseigner, elle obtient le diplôme et devient institutrice de l'école municipale de Rovato. A cette époque, elle rencontre Madeleine de Canossa pour ouvrir une maison de filles de la Charité Canossiennes dans la région de Brescia, Annonciade désire entrer chez les canossiennes mais la fondatrice lui suggère de poursuivre son cheminement.
En 1823, à la mort de sa grand-mère, son oncle Carlo souhaite qu'Annonciade le rejoigne à Milan avec l'idée de lui trouver un mariage avantageux, il essaye de la distraire de ses penchants religieux, mais elle n'abandonne pas sa vocation qui devient plus claire. Après quelques échanges avec l'abbé  Don Luca Passi, elle apprend qu'une petite école pour filles est ouverte à Cemmo. Un soir de 1831, la jeune femme prend sa décision, au lieu d'assister à une soirée de gala à La Scala, elle laisse une lettre sur le bureau de son oncle et part pour Cemmo. L'école avait été fondée par Hermine Panzerini et dirigée par son neveu. Annonciade devient institutrice en augmentant les initiatives d'enseignement et d'assistance pour les filles et les jeunes filles. Elle est une enseignante et une mère pour toutes les filles de la vallée, avides d'éducation.
En 1838, Don Luca Passi avait fondé à Venise la congrégation des sœurs Maîtresses de Sainte Dorothée, pour soutenir la pieuse œuvre de sainte Dorothée. Annonciade et Hermine Panzerini demandent à faire partie de l'institut mais Hermine décède le 2 mai 1842. À la fin de l'année scolaire, Annonciade part pour Venise. Après une brève formation, elle revêt l'habit religieux le 3 octobre 1842 et retourne à Cemmo le 9 du même mois avec deux autres religieuses ; elle prononce ses vœux religieux en 1843. Chaque dimanche, elle se rend à pied dans les paroisses voisines, où l'attendent les animatrices de l'œuvre de Sainte Dorothée.
En 1853, le noviciat est inauguré à Cemmo qui est placé sous la protection de sainte Dorothée et sainte Angèle Merici. Les années suivantes, Annonciade se consacre à sa communauté, à l'école et à l'œuvre de sainte Dorothée disséminées dans différentes régions notamment pendant la guerre de 1859 qui oppose l'Autriche à la Sardaigne et à la France à l'issue de laquelle la Lombardie sera intégrée au nouveau Royaume d'Italie. Elle ouvre un collège pour accueillir les filles qui viennent de loin et s'occupe de l'expansion de la congrégation. À la mort de Don Luca Passi en 1866, l'évêque de Brescia, Mgr Jérôme Verzeri (frère de sainte Thérèse Verzeri), demande que la communauté des sœurs de Sainte Dorothée résidant à Cemmo soit indépendante de Venise.
La sœur annoncée obéit aux instructions de l'évêque et poursuit son œuvre éducative. Le matin du 18 mars 1882, Mère Annonciade se sent mal. Elle meurt le 23 mars à 82 ans. Le 22 janvier 1951, ses restes sont enterrés dans la chapelle de la maison mère. La même année, le 6 août, l'évêque auxiliaire Pietro Gazzoli ouvre le procès de béatification dans le diocèse de Brescia ; elle est déclarée vénérable le 13 mai 1989 et béatifiée le 21 avril 1991. Ses restes mortels sont placés dans une urne sous l'autel de la chapelle de la maison mère.